# Дезфул
Дезфул (на персийски: دزفول) е град в Иран, провинция Хузестан. При преброяването от 2011 г. има 420 000 жители.
Намира се в район с история, която се простира назад до древна цивилизация, в града има мост, който датира от 300 г. пр.н.е.

## История
Името Дезфул идва от две думи: Диз – „крепост“, и Фул – „мост“; което в комбинация може да се преведе като „мост до крепостта“ или „укрепен мост“. Първоначалното име на града е Дизпул, но след ислямската инвазия в Персия градът получава сегашното си име. Мостът е построен по време на управлението на Шапур I, който използва римски военнопленници за изграждането на моста.
Мостът защитава града от нападения, откъдето идва и името му. Старата част на града, в непосредствена близост до моста, е известна като Кале (замък). В средата на реката, в близост до моста, може да се видят останки от няколко воденици, построени приблизително през 300 г. пр.н.е. Повечето от тях се използват до началото на 20 век. Последната е била в употреба до 1985 г.
Академията на Гъндишапур, университетска болница, която е интелектуален център на Сасанидската империя, е основана в близост до Дезфул.
Населението на града говори на Дезфули – диалект, който понякога е считан за най-архаичния от персийските диалекти.

## Археология
Северен Хузестан е средище на някои от най-старите цивилизации в света. Хълмовете Чога Миш притежават съкровища от различни периоди. Храмът Суса Занбил символизира знанията на хората в тази област от преди повече от 3000 години. Иригационната система Шущар (водопадите Шущар) са символ на иранското инженерство и технология. Старият мост е един от символите на Персийската култура. Тези забележителности поставят Дезфул в списъка на основните обекти за изучаване от археолозите.

## География
Дезфул е близо до подножието на планината Загрос на главната север-юг магистрала от Техеран за Ахваз, провинциалната столица на Хузестан. Главната железопътна линия от Техеран до Персийския залив е на 15 км от Дезфул, на противоположната страна на река Дез.

### Климат
Дезфул има горещ полупустинен климат с изключително горещо лято и мека зима. Валежите са по-високи, отколкото в южната част на Иран, като продължават от ноември до април, дори в някои случаи надвишават 250 mm на месец или 600 mm годишно.
| Дезфул                                | Дезфул | Дезфул | Дезфул | Дезфул | Дезфул | Дезфул | Дезфул | Дезфул | Дезфул | Дезфул | Дезфул | Дезфул | Дезфул  |
| Месеци                                | яну.   | фев.   | март   | апр.   | май    | юни    | юли    | авг.   | сеп.   | окт.   | ное.   | дек.   | Годишно |
| Абсолютни максимални температури (°C) | 28,0   | 29,0   | 36,0   | 40,5   | 46,5   | 50,0   | 53,6   | 52,0   | 48,0   | 43,0   | 35,0   | 29,0   |         |
| Средни максимални температури (°C)    | 17,2   | 19,6   | 24,1   | 30,0   | 37,5   | 43,7   | 46,0   | 44,9   | 41,7   | 34,8   | 26,2   | 19,3   |         |
| Средни температури (°C)               | 10,8   | 13,2   | 17,3   | 22,8   | 29,9   | 35,1   | 37,0   | 35,8   | 32,0   | 25,6   | 17,9   | 12,5   |         |
| Средни минимални температури (°C)     | 5,3    | 6,8    | 10,0   | 14,7   | 20,5   | 23,8   | 26,2   | 25,5   | 21,1   | 16,2   | 10,8   | 6,8    |         |
| Абсолютни минимални температури (°C)  | −9     | −4     | −2     | 3,0    | 10,0   | 16,0   | 19,0   | 16,5   | 10,0   | 6,0    | 1,0    | −2     |         |
| Средни месечни валежи (mm)            | 100,6  | 60,0   | 50,2   | 34,5   | 9,2    | 0,0    | 0,2    | 0,0    | 0,0    | 7,4    | 39,1   | 83,2   |         |
| ------------------------------------- | ------ | ------ | ------ | ------ | ------ | ------ | ------ | ------ | ------ | ------ | ------ | ------ | ------- |
| Източник: NOAA (1961 – 1990)          |        |        |        |        |        |        |        |        |        |        |        |        |         |

## Икономика
Дезфул е основен търговски център на северен Хузестан и един от основните производители на селскостопански продукти в Иран. Също така е пазар за селскостопанските продукти на Лурестан. Градът също така притежава голяма фабрика за памучен текстил и много малки и средни предприятия. Язовир Дез е висок 203 m, завършен е през 1963 г., и се намира на 32 км от града. Язовирът осигурява вода и електричество за града, както и напояване за близките ферми за захарна тръстика.

## Селскостопанство
Земеделието около Дезфул е модернизирано в средата на 1960–те години от иранско-американско съвместно предприятие. Също популярни са киселото мляко и сметаната. Различни зеленчуци, плодове и зърнени храни се отглеждат в Дезфул. Месо, домашни птици и риба също.

## Транспорт
Има директни полети от Техеран до Дезфул (и обратно), най-малко два пъти на ден. Седмични полети от Дезфул до Машхад. До Дезфул има железопътна линия.
Автобусен транспорт е на разположение от почти всички големи градове до Дезфул.

## Побратимени градове
- Тир, Ливан[6]